# شوغاگاوانک
شوغاگاوانک (ارمنی: Շողագավանք؛ انگلیسی: Shoghagavank) یک کلیسا متعلق به کلیسای حواری ارمنی واقع در دزوراگیوغ، ایروان ارمنستان می‌باشد. ساخت و ساز این ساختمان در سده ۹ میلادی؛ به پایان رسید. این بنا به سبک معماری ارمنی طراحی شده است.

## نگارخانه

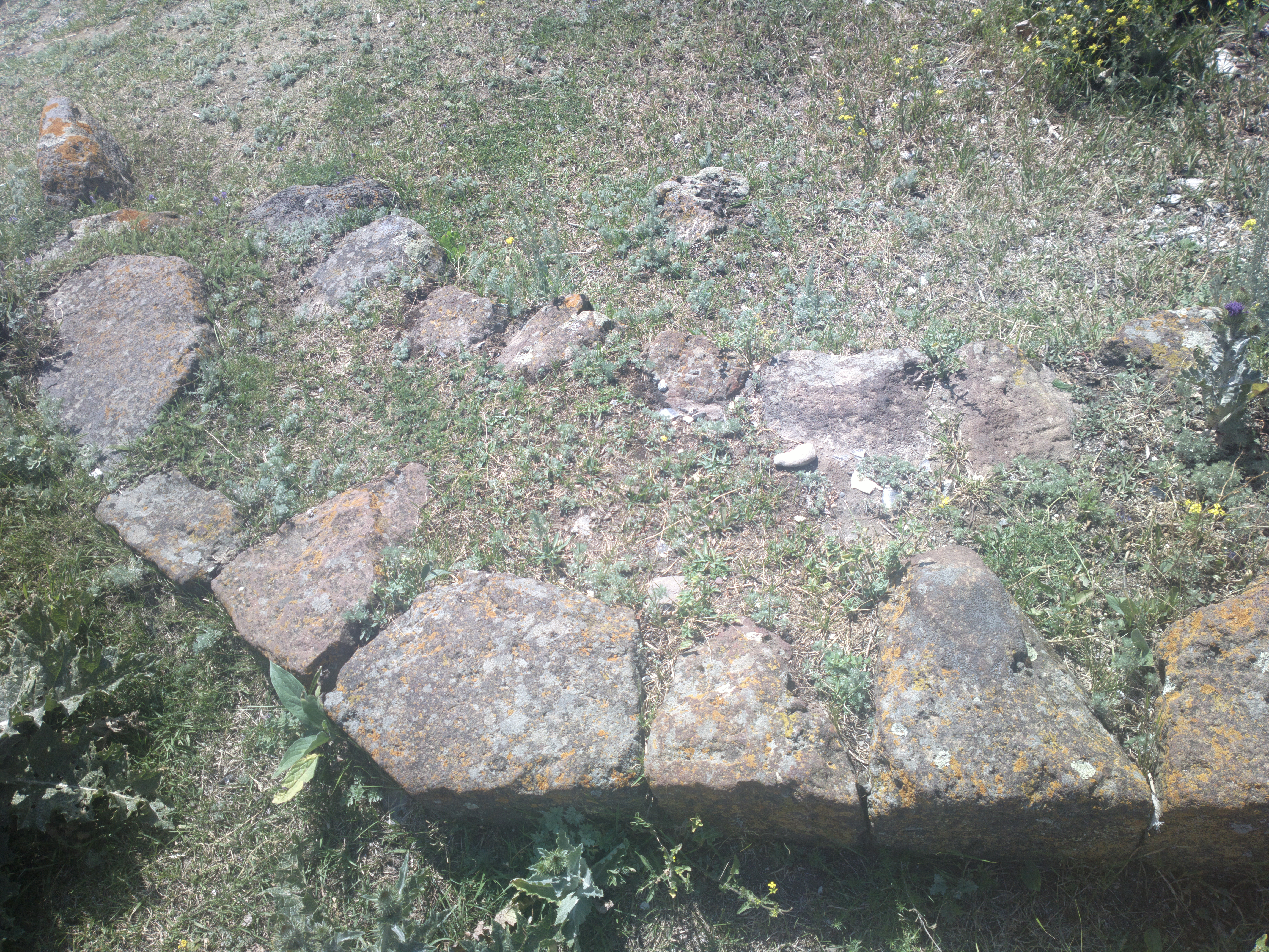
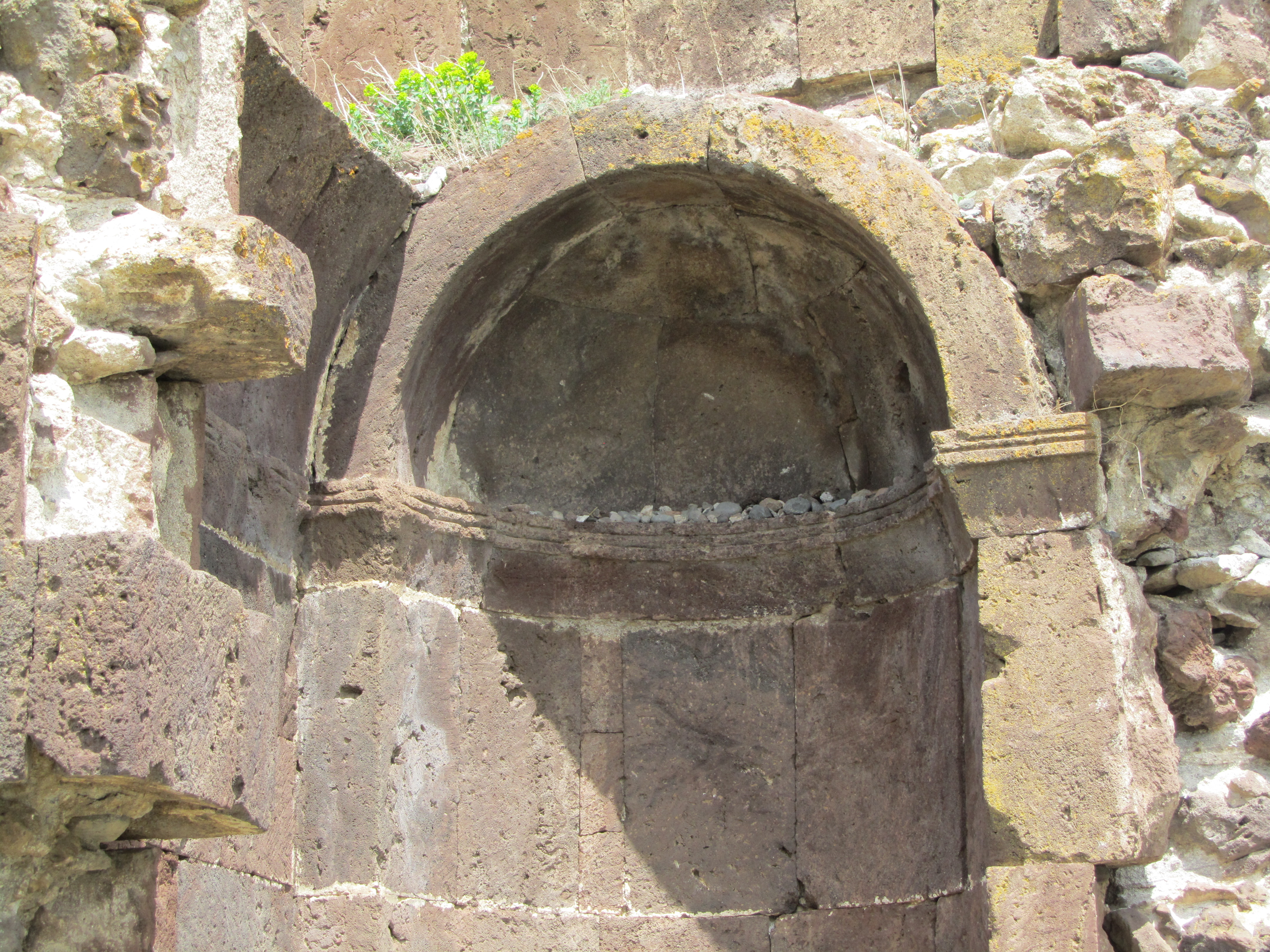
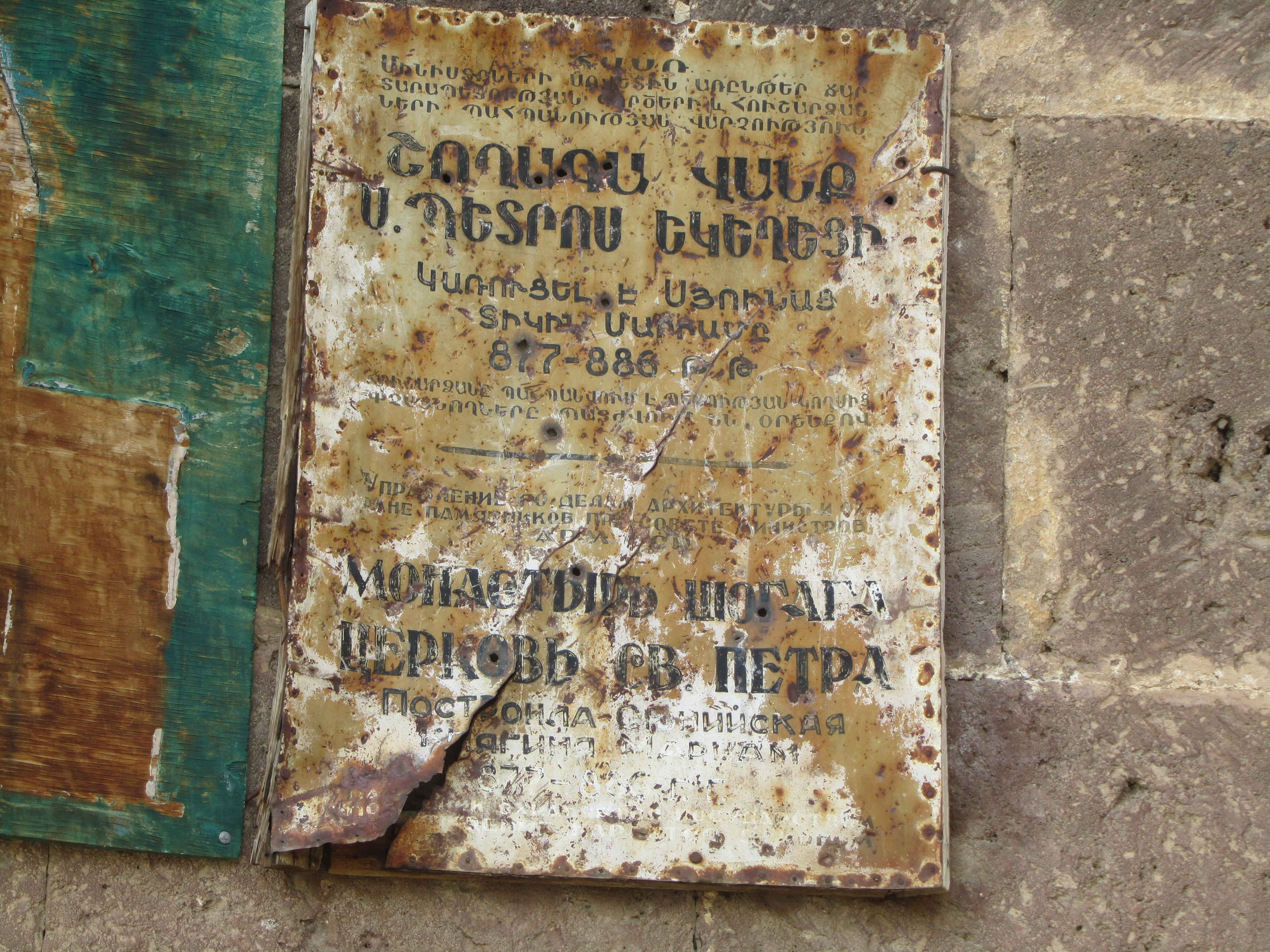
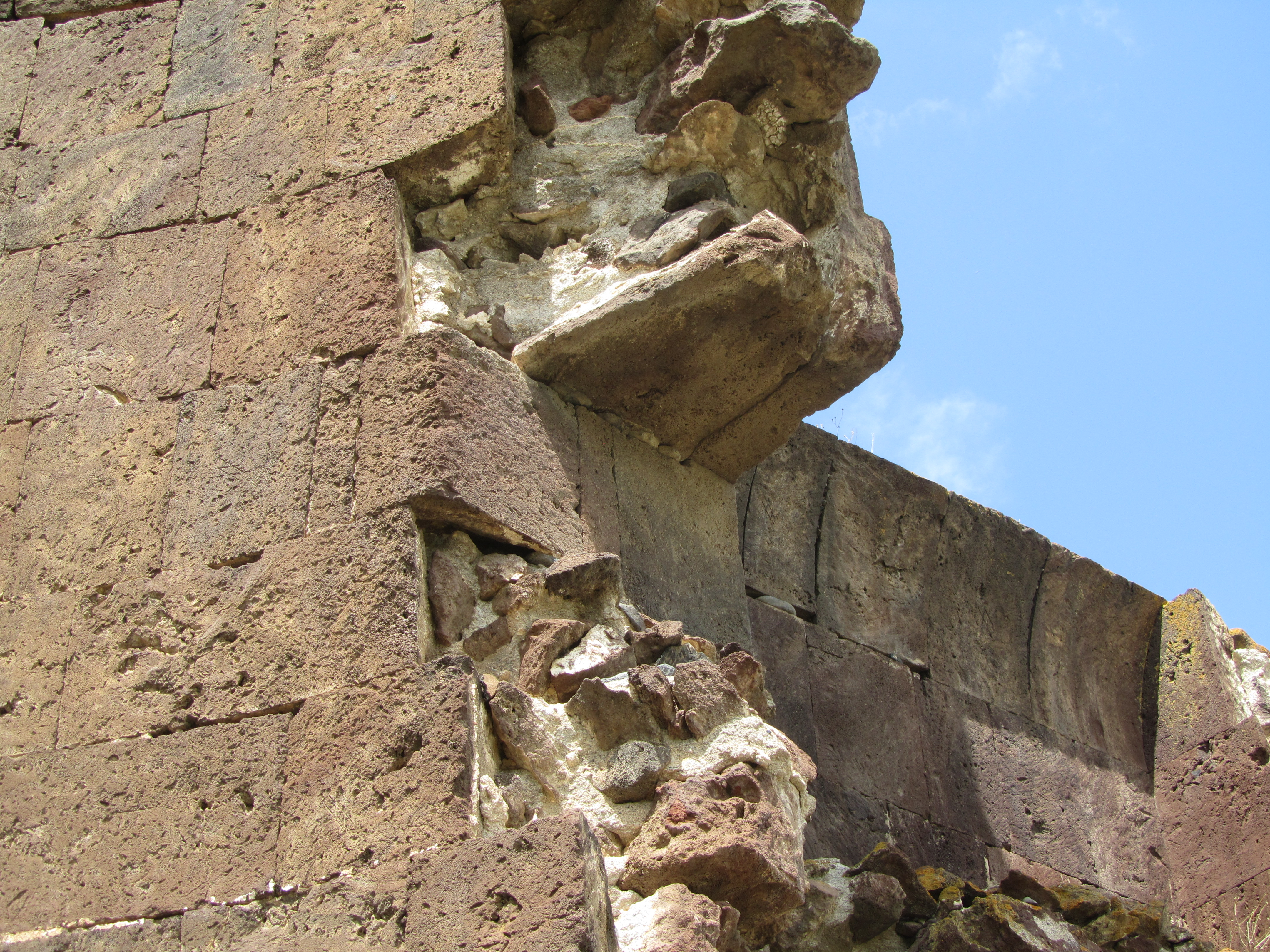
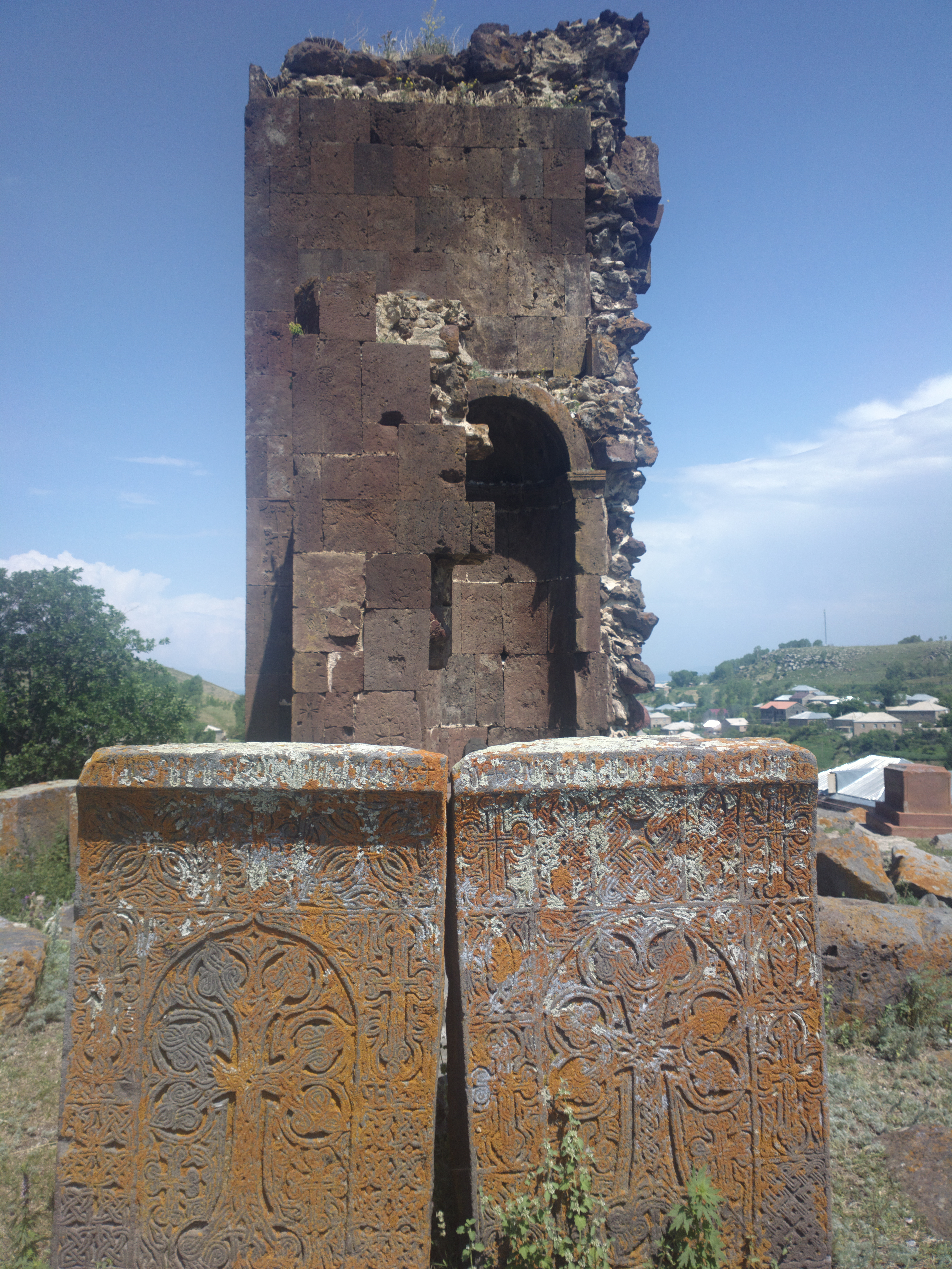
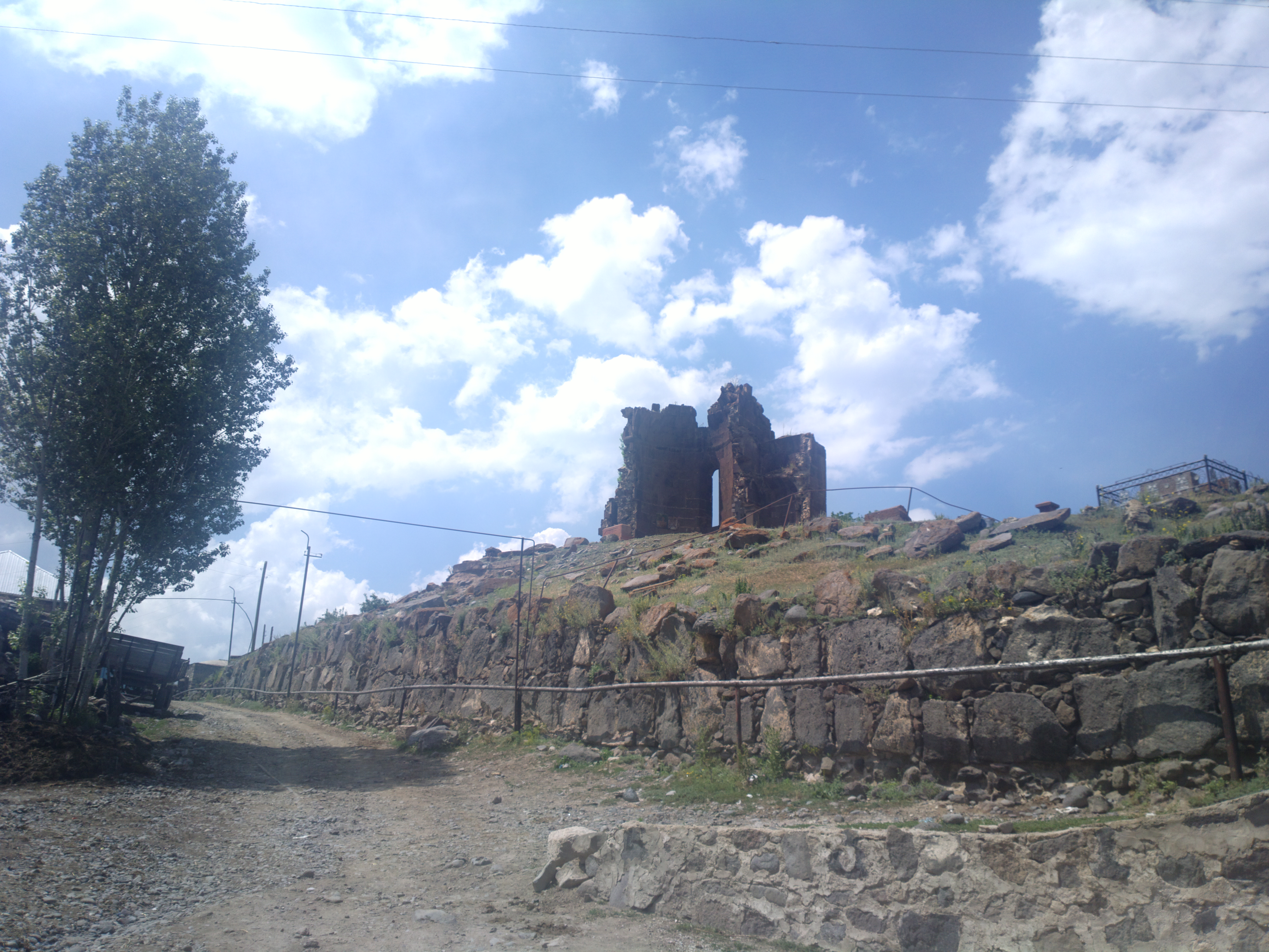